# Dąbrowa Rzeczycka
Dąbrowa Rzeczycka [pronunciación en polaco: /dɔmˈbrɔva ʐɛˈt͡ʂɨt͡ska/] es un pueblo ubicado en el distrito administrativo de Gmina Radomyśl nad Sanem, dentro del Condado de Stalowa Wola, Voivodato de Subcarpacia, en el sur de Polonia oriental. Se encuentra aproximadamente a 9 kilómetros al este de Radomyśl nad Sanem, a 10 kilómetros al norte de Stalowa Wola, y a 71 kilómetros al norte de la capital regional Rzeszów.